# Prins Charmant
Prins Charmant of Charmeur is een fictief verzamelpersonage en sociaal stereotype dat in een aantal sprookjes verschijnt. Hij is de prins die vaak tot de redding komt bij een dame in nood en zich moet storten op een heldhaftige tocht om haar van de boze vloek te verlossen. Deze classificatie past bij een aantal helden die voorkomen in traditionele volksverhalen als Sneeuwwitje, Doornroosje en Assepoester, en soms komt het voor dat ze in de originele verhalen een andere naam hadden of zelfs geen.
Deze personages zijn vaak knap en romantisch, en vaak gelijkwaardig aan het hoofdpersonage. Hun persoonlijkheid wordt zelden uitgediept, waardoor zij een stereotype blijven.
In veel varianten worden ze meer opgevoerd als een soort trofee voor de heldin dan als een echt personage.
De charmante prins (of de prins op het witte paard) wordt vaak gebruikt als term om de ideale partner van wie men droomt aan te duiden.

## Origine
In Charles Perraults versie van Doornroosje uitgebracht in 1697 wordt de volgende tekst beschreven wanneer de prins wakker wordt: Ben jij mijn Prins? zegt ze, 'Je hebt me een tijd lang laten wachten'. De prins, gecharmeerd van deze woorden, kan vervolgens zijn vreugde niet verbergen.
Er wordt wel gedacht dat deze zinnen later de term Prins Charmeur opleverden, al lijkt de prins eerder zelf gecharmeerd te zijn dan dat hij als charmant afgeschilderd wordt.
In de 17e eeuw schreef Madame d'Aulnoy twee sprookjes, Het verhaal van de mooie Goudlokje, waarin de held Avenant wordt genoemd (vertaald uit het Frans als mooi, knap), en De blauwe vogel, waarin de held le roi charmant wordt genoemd (wat de charmante koning betekent). Toen Andrew Lang de sprookjes in 1899 voor The blue fairy book (een verzameling sprookjes) vertaalde, tekende hij de naam op als 'Charmant', in het volgende boek, The green fairy book, gaf hij de prins de naam 'Koning Charmant'. Al worden geen van beiden betiteld als prins en is de eerstgenoemde zelfs niet van adel, dit lijkt toch de oorsprong van het woord 'charmant'.
In Oscar Wildes roman The Picture of Dorian Gray uit 1890 refereert hij ironisch aan Prins Charmant, wat mogelijk de eerste exacte vermelding van deze term is. Het hoofdpersonage Dorian moet de mogelijke 'Prins Charmant' of 'Charmante prins' zijn van een jonge actrice. Hij verlaat haar en uit wanhoop pleegt de actrice zelfmoord.

## In populaire media
- In de tweede en derde film van de Shrek-films speelt dit personage mee. Zijn stem werd ingesproken door Rupert Everett.